# Funicolare di Biella
La funicolare di Biella è un impianto di funicolare costruito nel 1885 per collegare il quartiere di Biella Piazzo a Biella Piano. L'impianto, fino alla conversione in ascensore automatico conclusa nell'anno 2018, è gestito dall'azienda di trasporto pubblico ATAP (Azienda Trasporti Automobilistici Pubblici delle Province di Biella e Vercelli). Nel 2023, a seguito di ripetuti malfunzionamenti e a un collaudo non superato, è stata chiusa al pubblico. L'impianto è tornato in funzione il 5 gennaio successivo con orario dalle 7.30 alle 18.

## Storia

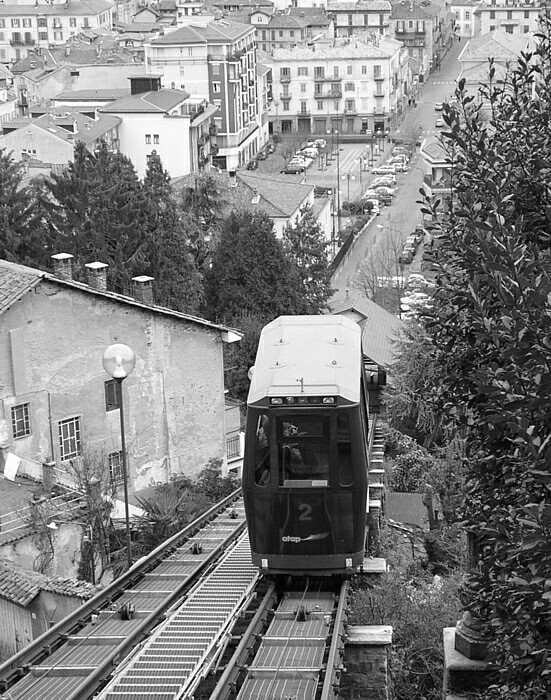
Una delle due cabine

L'impianto venne ideato e progettato a cura dell'ingegner Eugenio Vaccarino, direttore della Società Anonima Ferrovia Biella Santhià, che gestiva l'omonima linea ferroviaria, che il 17 ottobre 1884 espose al comune di Biella una dettagliata relazione in proposito.
Il 22 marzo 1885 si costituì a Biella la Società Anonima La Funicolare che, ottenuta la concessione per la costruzione e l'esercizio della stessa, intraprese i lavori il cui costo ammontava a 100.000 lire. L'impianto venne inaugurato il 6 dicembre 1885.
In origine le vetture erano mosse da un meccanismo di contrappeso ad acqua: il liquido proveniente da una cisterna collocata nei pressi della stazione di monte andava a riempire il serbatoio da 3.500 litri del quale erano dotate le vetture. Scendendo questa faceva salire con il suo peso la cabina posta a valle, alla quale era collegata da una fune di acciaio di 30 mm. Raggiunta la stazione inferiore il serbatoio veniva automaticamente scaricato.

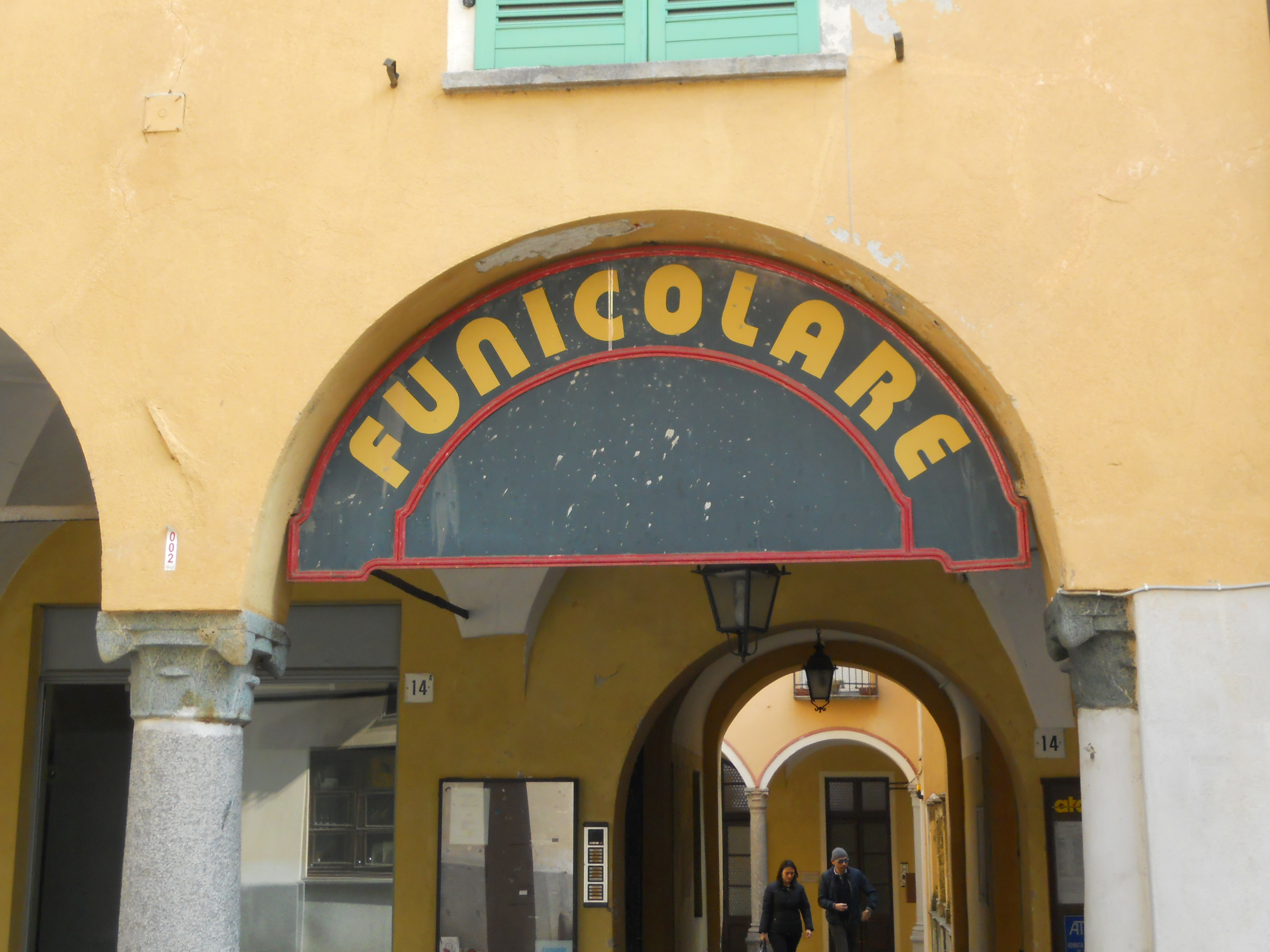
Ingresso della Funicolare al Piazzo

Dopo un periodo di utilizzo regolare caratterizzato da un buon afflusso di viaggiatori, pari a circa 100.000 l'anno, il 15 novembre 1893 un incidente causato dalla rottura della fune di traino impose una sospensione dell'esercizio e la sostituzione della stessa. Un altro importante lavoro di rinnovamento si ebbe nel 1899 con la sostituzione dell'originario sistema di trazione con uno di tipo elettrico, basato su un motore fornito dalla Siemens & Halske; contestualmente le due vetture originarie vennero sostituite con altre da 1.800 kg della portata di soli 10 passeggeri contro i 36 di quelle precedenti; anche tali vetture vennero ben presto sostituite, con la fornitura avvenuta nel 1927 di nuove unità costruite presso le Officine Magliola di Santhià che nel 1933 furono autorizzate per il trasporto di 18 persone.
Nel 1953 per attenuare il disavanzo di esercizio nel frattempo registrato fu abolita la figura del fattorino a bordo; contestualmente un nuovo rinnovo delle vetture consentì di offrire una capienza di 25 persone a corsa. Il traffico iniziò dunque a crescere fino a raggiungere nei primi anni sessanta circa 600.000 viaggiatori l'anno; tale crescita si interruppe bruscamente nel 1964 allorché per motivi di sicurezza fu imposto un nuovo fermo dell'impianto, preludio di una serie di problemi che si protrassero anche nel decennio successivo con un nuovo fermo nel 1973; Nel frattempo la gestione dell'impianto era passata all'Azienda Trasporti Autoferrotranviari (ATA). Reperiti i necessari finanziamenti, iniziò dunque in tale periodo la totale ricostruzione dell'impianto, comprese le vetture, nuovamente inaugurato l'8 giugno 1975..
Un ulteriore passaggio di gestione si ebbe nel 1977, quando la stessa venne presa in carico dalla Provincia di Vercelli. Dopo un periodo non privo di discussioni sulla sua eventuale soppressione, durante la revisione periodica del 1995 si provvedette altresì all'adeguamento rispetto alle normative in materia di accessibilità.
Nel settembre 2016, la giunta regionale ha approvato il progetto di restauro, tra cui la sostituzione delle vetture e del meccanismo di trazione con uno ad ascensore inclinato, mantenendo invariata l'infrastruttura. I lavori hanno avuto inizio nel 2017 e sono terminati a fine 2018.
Dopo i lavori di modernizzazione le due cabine hanno una capienza massima di 18 persone e possono muoversi anche in maniera indipendente, infine la corsa è stata resa gratuita chiudendo così la biglietteria.
Il 24 luglio 2023 è stata annunciata la chiusura dell'impianto per il giorno seguente, per non aver passato il collaudo. La chiusura è stata anticipata alla sera dello stesso giorno, a causa di un incidente avvenuto nel pomeriggio
L'impianto è tornato in funzione il 5 gennaio successivo con orario dalle 7.30 alle 18. L'orario di apertura è stato poi esteso fino alle ore 22 a partire dal 1º aprile e per tutta l'estate del 2024.

## Caratteristiche

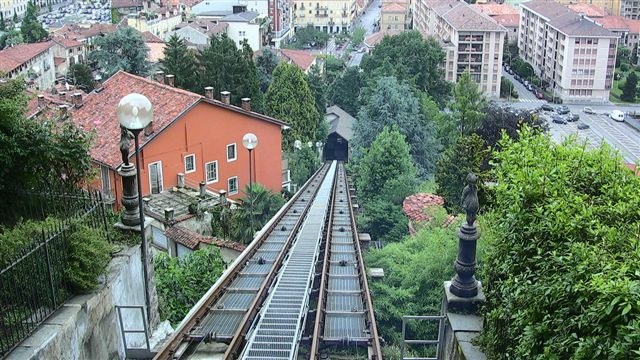
La funicolare vista dall'alto

La linea è sostenuta da 28 pilastri il più alto dei quali misura nove metri..
La stazione di valle è situata in piazza Curiel, quella di monte in via Avogadro e il tragitto dura pochi minuti.
Per una lunghezza complessiva di 177 metri la funicolare, armata con binario di tipo ferroviario a scartamento metrico realizzato mediante rotaie Vignoles da 36 kg/metro, presenta una pendenza costante del 335 per mille.